# Kerstin Vieregge

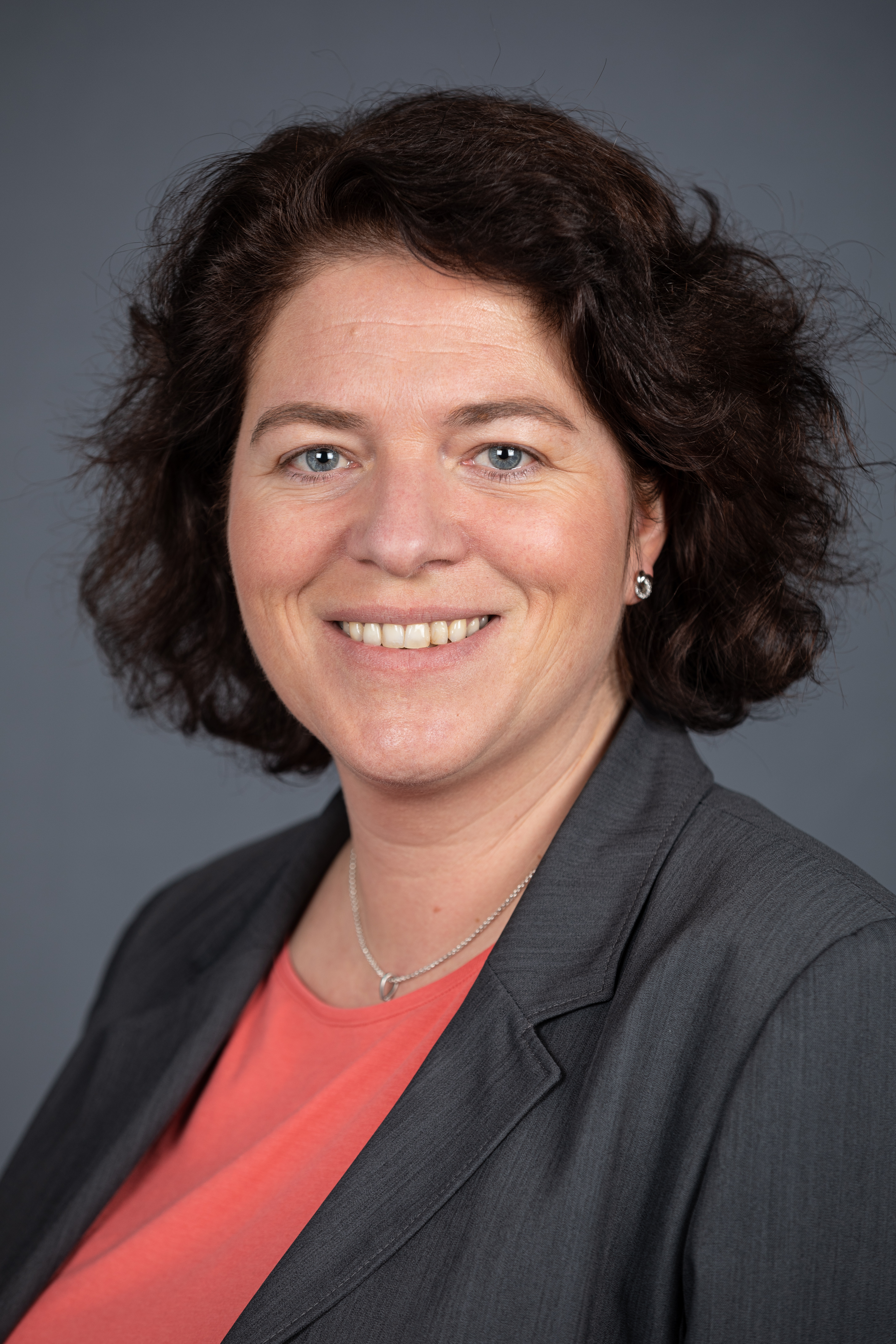
Kerstin Vieregge - membro do Bundestag

Kerstin Vieregge (nascida em 6 de setembro de 1979) é uma política alemã. Nascida em Rinteln, Baixa Saxónia, ela representa a CDU. Kerstin Vieregge é membro do Bundestag pelo estado da Renânia do Norte-Vestfália desde 2017.

## Vida
Ela tornou-se membro do Bundestag após as eleições federais alemãs de 2017. É membro da Comissão de Defesa e da Comissão de Turismo.